# Island Bend Pondage
Die Island Bend Pondage ist einer der 15 im Snowy-Mountains-System zur Energieerzeugung aufgestauten künstlichen Seen. Der See wird im Wesentlichen vom Snowy River gespeist, der im Westen der Snowy Mountains in New South Wales in Australien fließt. Die über dem Stausee gelegene Siedlung Island Bend ist von Jindabyne aus über eine Seitenstraße der Stichstraße zum Charlotte Pass zu erreichen (Entfernung 28 km).
Neben dem Wasser des Snowy River fließt noch Wasser, das an einem Wehr im Unterlauf des Gungarlin River abgeleitet wird, in den Stausee. Das dort gesammelte Wasser wird im 23,5 km langen Tunnel Eucumbene-Snowy in den Lake Eucumbene und von dort weiter zum Murray River geleitet. Das in Island Bend benötigte Wasser wird durch den Tunnel Snowy-Geehi geleitet.